# 포심 속구

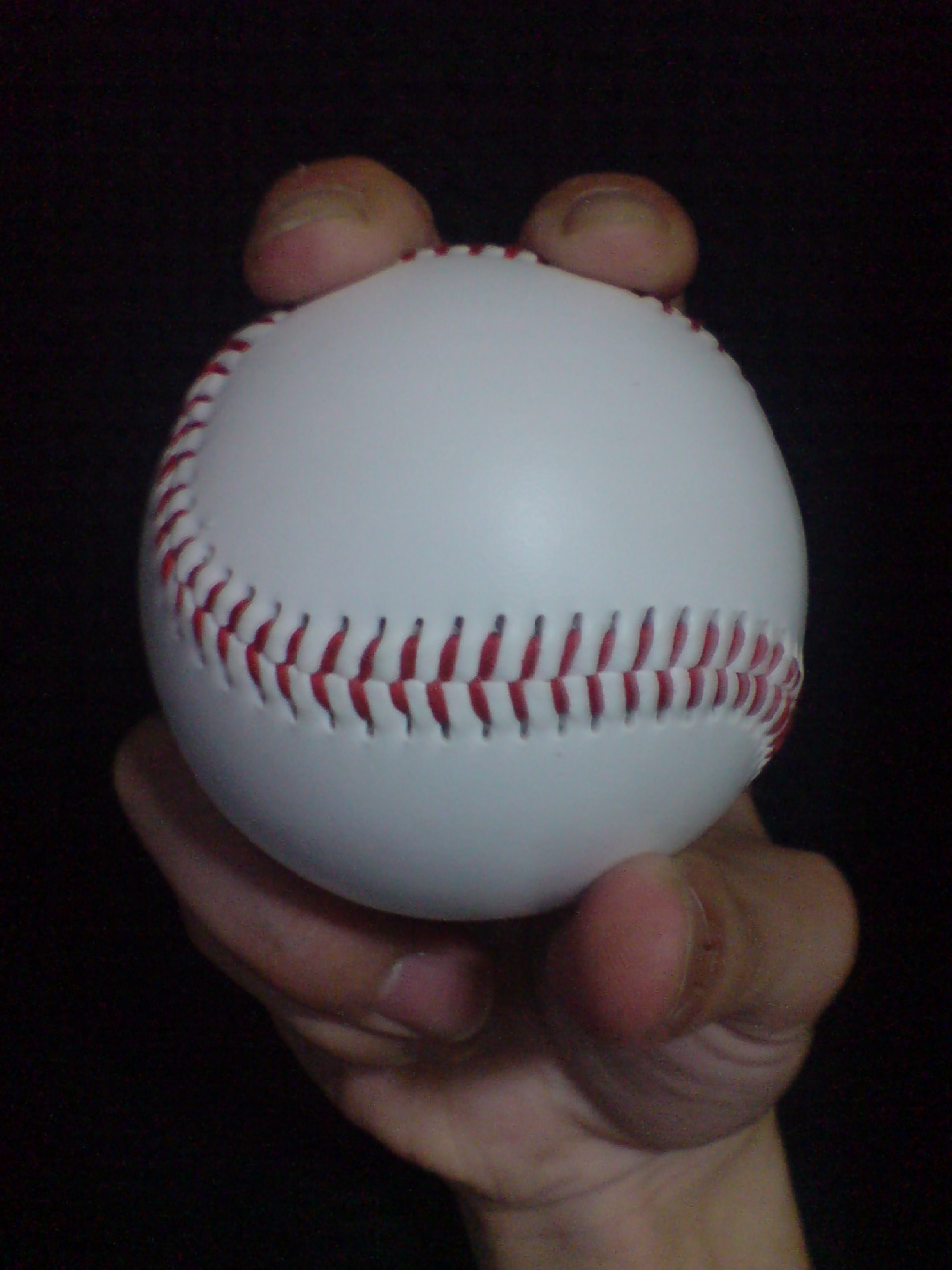
포심 패스트볼의 공 잡는 법(앞모습)

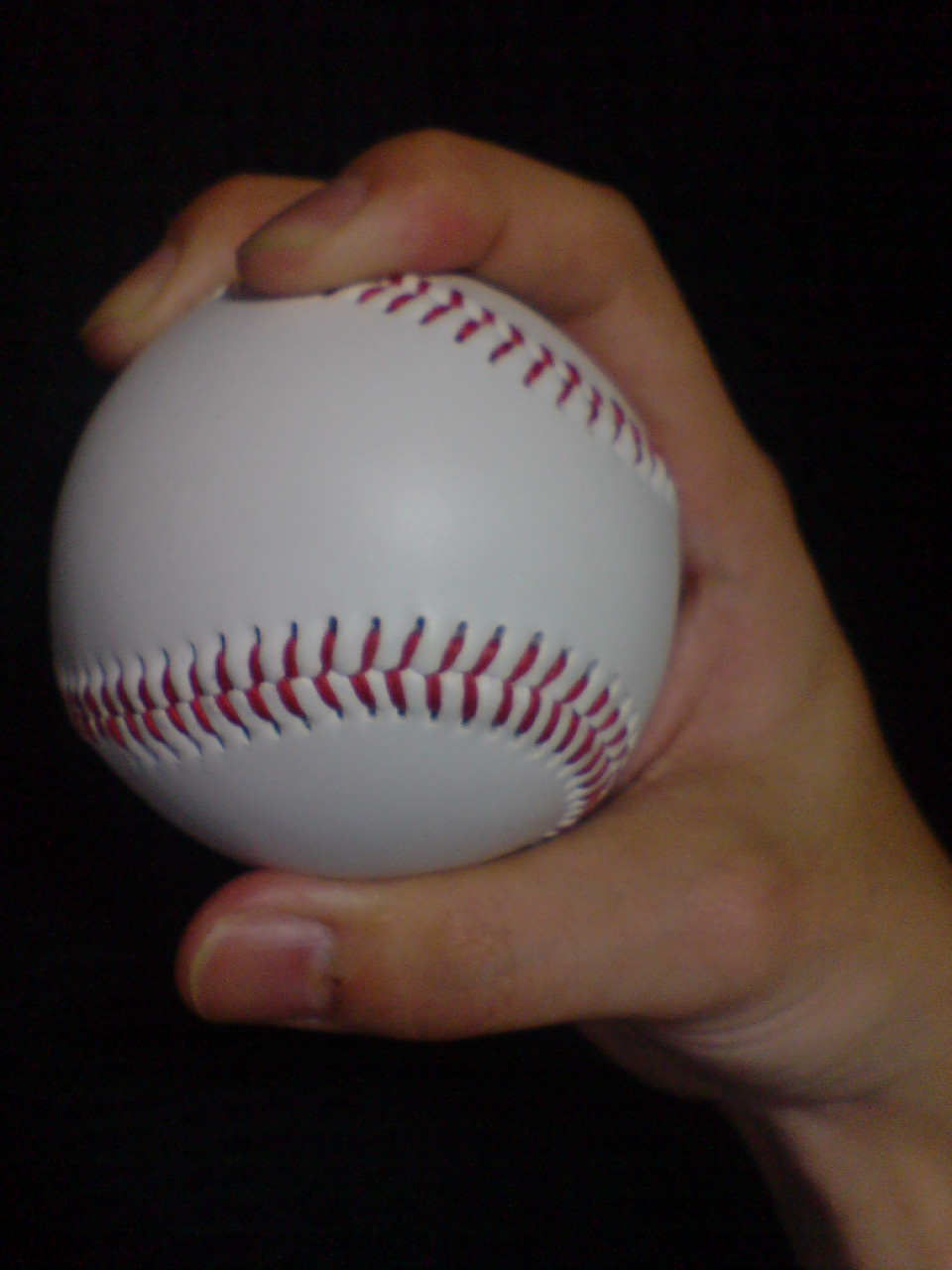
포심 패스트볼의 공 잡는 법(옆모습)

포심 패스트볼은 속구의 일종으로, 야구공에 있는 솔기(seam)와 손가락이 닿는 부분이 네 군데 있다고 해서 이런 이름이 붙었다. 우리가 흔히 알고있는 '직구'가 이에 해당한다.

## 특징
이 구질은 속구 중에서도 변화가 가장 적으며 가장 빠른 속도를 기대할 수 있는 것으로 알려져 있다.또한 포심의 회전수가 많아지면 회전수가 적은 포심에 비해 낙폭이 작아 포수나 타자 입장에서는 떠오르는 것 같이 보인다. 이것을 라이징 패스트볼이라 한다(실제로 떠오르는 것은 아니다).

## 던지는 법
포심 패스트볼을 던지는 방법은 공을 쥐는 방식에 따라 두 가지로 나뉜다.
첫째, 가장 전통적인 방법으로 말발굽이라 불리는 부분을 쥐는 것이 있다. 검지와 중지로 공의 솔기가 말발굽처럼 넓게 벌어진 부분을 잡아, 손끝과 손가락 뿌리가 각각 솔기와 수직으로 닿게 하고 엄지와 무명지가 공의 양쪽을 받친다. 일반적으로 공을 이렇게 쥐면 엄지는 솔기와 닿지 않는다.
포심 속구를 던지는 둘째 방법은 야구공에서 솔기가 서로 가장 가까워지는 부분을 찾는 것이다. 이 부분의 솔기의 방향과 손가락의 방향을 수직으로 유지하면서, 검지와 중지로 솔기를 잡게 된다. 손이 작은 투수일수록 이 방식을 통해 제구력이 더 상승한다고 한다.